# Polyklet (Architekt)
Einen Polyklet (griechisch Πολύκλειτος, Polykleitos) nennt Pausanias als griechischen Architekten, der im 4. Jahrhundert v. Chr. in Epidauros tätig gewesen sein soll.
Einzige Quelle ist Pausanias 2, 27, 5: „Die Epidaurier aber hatten in dem Heiligtum ein Theater, das nach meiner Meinung besonders sehenswert ist. … Welcher Architekt könnte aber wohl hinsichtlich Ebenmaß und Schönheit mit Polyklet wirklich in Wettbewerb treten? Denn Polyklet war es, der sowohl dieses Theater wie auch den Rundbau errichtet hat.“ Dadurch impliziert Pausanias, den Architekten Polyklet mit dem gleichnamigen Bildhauer Polyklet des 5. Jahrhunderts v. Chr. gleichzusetzen.
Dies ist aus chronologischen Gründen auszuschließen, der Rundbau (Tholos) wurde um 370/60 v. Chr. begonnen, das Theater gegen Ende des 4. Jahrhunderts v. Chr. oder später errichtet. Die Nennung des Polyklet als Architekten beruht daher auf einem Fehler des Pausanias. Auch können Tholos und Theater nicht vom selben Architekten entworfen worden sein.